# Лашкарёв, Вадим Евгеньевич
Вади́м Евге́ньевич Лашкарёв (7 октября 1903, Киев — 1 декабря 1974, Киев) — советский учёный в области физики, первооткрыватель эффектов, которые были положены в основу полупроводниковых технологий и микроэлектроники. Академик АН УССР (с 1945 года).

## Биография
Родился 7 октября 1903 года в Киеве, дворянин, сын прокурора Киевского Окружного суда до революции и во время деникинщины.
В 1924 году окончил Киевский институт народного образования. В 1924—1927 годах — аспирант, преподаватель Киевской научно-исследовательской кафедры физики. С 1928 года работал в Ленинградском физико-техническом институте, с 1930 года возглавлял там отдел рентгеновской и электронной оптики, а с 1933 года — лабораторию дифракции электронов. В 1933 году опубликовал монографию «Дифракция электронов». По результатам исследований в 1935 году ему без защиты диссертации присудили учёную степень доктора физико-математических наук.
В феврале 1935 года был арестован за «участие в к/р группе мистического толка», а в июле того же года осуждён на 5 лет ссылки в Архангельск (реабилитирован 15 июля 1957 года). В 1935—1939 годах работал заведующим кафедрой физики Архангельского медицинского института, изучал биофизику нервных волокон. С 1939 года — заведующий отделом полупроводников Института физики АН УССР.
В 1941 году экспериментально открыл p-n-переход в закиси меди. В том же году опубликовал результаты своих открытий в статьях «Исследование запирающих слоев методом термозонда» и «Влияние примесей на вентильный фотоэффект в закиси меди» (в соавторстве с К. М. Косоноговой). В годы Великой Отечественной войны вместе с коллективом Института физики был эвакуирован в Уфу.
Находясь в эвакуации во время войны, Лашкарёв разработал меднозакисные диоды, которые применялись в армейских радиостанциях, и добился их промышленного выпуска на заводе в Уфе. После освобождения Киева вместе с институтом вернулся на Украину. В 1944—1952 годах одновременно с работой в институте заведовал кафедрой физики Киевского государственного университета, а в 1952—1956 годах — созданной им первой в СССР кафедрой физики полупроводников (в том же университете).
Исследовал биполярную диффузию неравновесных носителей тока. Заложил основы учения об электродвижущих силах в полупроводниках. С 1956 года — главный редактор основанного в том же году «Украинского физического журнала». С 1960 года работал в основанном им Институте полупроводников АН УССР (ныне — Институт физики полупроводников им. В. Е. Лашкарёва НАН Украины) заведующим отделом и директором (1960—1970). Совместно с В. И. Ляшенко впервые провёл исследования поверхностных явлений в полупроводниках. Создал научную школу.
Умер 1 декабря 1974 года в Киеве. Похоронен на Байковом кладбище.

## Научная деятельность

### Научные труды
- Лашкарёв В. Е. Дифракция электронов (монография). — ГТТИ, 1933. — 127 с.
- Лашкарёв В. Е., Любченко А. В., Шейнкман М. К. Неравновесные процессы в фотопроводниках. — Киев: Наукова думка, 1981. — 264 с.

## Награды
- орден «Знак Почёта» (1 октября 1944);
- Государственная премия УССР в области науки и техники (1981, посмертно).

## Память
В 2002 году его имя присвоено Институту физики полупроводников НАН Украины.